# Lena Otto
Lena Otto (* 27. Dezember 1993 in Berlin) ist eine deutsche Politikerin der SPD. Mit Anfang der neuen Legislaturperiode ab 2025 wird sie Mitglied der Hamburgischen Bürgerschaft.

## Leben
Nach ihrem Abitur 2013 absolvierte Lena Otto 2018 den Bachelor in Politikwissenschaften an der Universität Hamburg und 2021 den Master in Staatswissenschaften – Public Economy, Law and Politics an der Leuphana Universität Lüneburg. 
Seit 2023 ist sie gemeinsam mit Alexander Kleinow Kreisvorsitzende der SPD in Hamburg-Nord. Lena Otto ist seit 2019 Mitglied der Bezirksversammlung Hamburg Nord. 2025 wurde sie für den Wahlkreis 8  Eppendorf, Winterhude, Hoheluft-Ost  mit 39.771 Stimmen in die Hamburgische Bürgerschaft gewählt.